# Штер, Герман
Герман Штер (нем. Hermann Stehr; 16 февраля 1864, Хабельшвердте (ныне Быстшица-Клодзка, Польша) — 11 сентября 1940, Обершрайберхау (сейчас Шклярска-Поремба, Нижнесилезское воеводство, Польша) — немецкий педагог, писатель
 и поэт.

## Биография
Сын шорника и учительницы.
В 1885 году окончил педагогический колледж в родном городе и в том же году начал работать в школе . В 1887 году переехал в Пашкув . Здесь написал свои первые рассказы. С 1899 года преподавал в школе в Подгуже. В 1911 вышел на пенсию. С 1915 г. занялся литературным творчеством.
В 1926 году был одним из основателей Прусской академии поэтов, филиала Прусской академии художеств . Сторонник идеологии крови и почвы. В некрологах 1940 года говорилось, что его произведения были «путеводителями по немецким взглядам» и что он был «поэтом, чьи работы уходят корнями в народ». Умер от инсульта 11 сентября 1940 Г.

## Творчество
Автор многочисленных романов. В своих произведениях показал жизнь героев, в основном силезских крестьян и рабочих, как драматические поиски Бога. Также писал сказки и стихи. Нацисты ценили его как выразителя немецкой души.
В своем творчестве отразил все стадии «исканий», типичные для раздираемого противоречиями капиталистической действительности мелкобуржуазного интеллигента. Начав с близких к натурализму психологических произведений (сборник новелл «Auf Leben und Tod» (На жизнь и смерть, 1898), роман «Leonore Grilbel» (1900) и др., писатель приходит к идеалистическому богоборчеству («Der begrabene Gott», Похороненный бог, 1905). Это не помешало Штеру впоследствии обратиться к религиозному мистицизму («Heiligenhof», 2 изд. 1914), а в годы перед Второй Мировой войной — к фашизму.

## Награды
- Премия Вальтера Ратенау 1929 г.
- Медаль Гёте 1932 года за искусство и науку
- 1933 Премия Гёте города Франкфурта
- 1934 Орлиный щит Германского государства (награжден рейхспрезидентом Гинденбургом)
- 1934 почетный доктор Университета Бреслау
- Его имя носят несколько улиц в городах Германии
- почетный гражданин Быстшица-Клодзка и Шклярска-Поремба.
- Четыре раза номинировался на Нобелевскую премию по литературе(1933, 1934, 1935 и 1936)[4]